# Érika Coimbra
Érika Kelly "Kiki" Pereira Coimbra, född 23 mars 1980 i Belo Horizonte, är en brasiliansk tidigare volleybollspelare.
Coimbra blev olympisk bronsmedaljör i volleyboll vid sommarspelen 2000 i Sydney.

## Klubbar
| År        | Klubb                      |
| --------- | -------------------------- |
| 1997-2001 | Paraná Vôlei Clube         |
| 2001-2003 | Minas Tênis Clube          |
| 2003-2005 | Finasa/Osasco              |
| 2005-2006 | CD Macaé Sports            |
| 2006-2007 | Chieri Torino Volley Club  |
| 2007-2008 | AD Brusque                 |
| 2008-2010 | Rio de Janeiro Vôlei Clube |
| 2010-2011 | Galatasaray SK             |
| 2011-2012 | İqtisadçı VK               |
| 2012-2013 | Trefl Sopot                |
| 2013-2015 | Amigos do Vôlei            |
| 2015-2016 | AV Bauru                   |
| 2017-2018 | Barueri VC                 |
| 2018-2019 | Maccabi Haifa              |